# Aquiles Chacón Almanza
Aquiles Chacón Almanza fue un político peruano. 
Fue elegido diputado por el departamento del Cusco en 1950 con 13696 votos en las Elecciones de 1950 en los que salió elegido el General Manuel A. Odría quien ejercía el poder desde 1948 cuando encabezó un golpe de Estado contra el presidente José Luis Bustamante y Rivero.